# Peliococcus phyllobius
Peliococcus phyllobius är en insektsart som först beskrevs av Goux 1938.  Peliococcus phyllobius ingår i släktet Peliococcus och familjen ullsköldlöss.
Artens utbredningsområde är Frankrike. Inga underarter finns listade i Catalogue of Life.